# Herpy-l'Arlésienne
Herpy-l'Arlésienne è un comune francese di 205 abitanti situato nel dipartimento delle Ardenne nella regione del Grand Est.

## Società

### Evoluzione demografica
Abitanti censiti